# Geschützter Landschaftsbestandteil Feldgehölz nordwestlich Almerfeld
Der Geschützte Landschaftsbestandteil Feldgehölz nordwestlich Almerfeld mit einer Flächengröße von 0,25 ha liegt nördlich von Radlinghausen im Stadtgebiet von Brilon. Das Gebiet wurde 2001 mit dem Landschaftsplan Hoppecketal durch den Kreistag des Hochsauerlandkreises als Geschützter Landschaftsbestandteil (LB) ausgewiesen. Der LB ist umgeben vom Landschaftsschutzgebiet Almerfeld bzw. im Nordwest vom Landschaftsschutzgebiet Briloner Hochfläche.

## Beschreibung
Der Landschaftsplan führt zum LB aus: „Der LB wird durch ein isoliert in der Ackerfläche gelegenes Feldgehölz gebildet, bei dem in der Baumschicht Eiche, Esche und Buche vorherrschen; in der Strauchschicht Weißdorn, Roter Holunder und Salweide und in der (fast deckenden) Krautschicht Kreuzkraut und verschiedene Farne.“

## Schutzzweck
Der Landschaftsplan dokumentiert zum Schutzzweck:
„Als geschützte Landschaftsbestandteile werden Teile von Natur und Landschaft festgesetzt, soweit ihr besonderer Schutz
a) zur Sicherstellung der Leistungsfähigkeit des Naturhaushaltes,
b) zur Belebung, Gliederung oder Pflege des Orts- und Landschaftsbildes oder
c) zur Abwehr schädlicher Einwirkungen
erforderlich ist. Der Schutz kann sich in bestimmten Gebieten auf den gesamten Bestand an Bäumen, Hecken oder anderen Landschaftsbestandteilen erstrecken.“
Zu Verboten ist im Landschaftsplan aufgeführt:
„Nach § 34 Abs. 4 LG ist die Beseitigung eines geschützten Landschaftsbestandteils sowie alle Handlungen, die zu einer Zerstörung, Beschädigung oder Veränderung des geschützten Landschaftsbestandteils führen können, verboten.“
Mit dem Landschaftsplan wurde das Gebot erlassen:
„Die Geschützten Landschaftsbestandteile sind durch geeignete Pflegemaßnahmen zu erhalten, solange der dafür erforderliche Aufwand in Abwägung mit ihrer jeweiligen Bedeutung für Natur und Landschaft gerechtfertigt ist.“